# メイクアップ!セーラー戦士
『メイクアップ!セーラー戦士』（メイクアップ セーラーせんし）は、1993年12月5日に『劇場版 美少女戦士セーラームーンR』の同時上映作品として公開された『美少女戦士セーラームーンR』短編の劇場版アニメ。東映動画制作。
主人公・月野うさぎや他のメインキャラクターたちがセーラー戦士となり、現在に至るまでの過程をまとめたもの。
セーラームーンの映画すべてを収録した2002年3月21日発売の「美少女戦士セーラームーン THE MOVIE DVD-BOX」や、2004年12月10日発売の「美少女戦士セーラームーンR」のDVDにそれぞれ、同時収録されている。

## 声の出演
- 月野うさぎ - 三石琴乃
- 地場衛 - 古谷徹
- 水野亜美 - 久川綾
- 火野レイ - 富沢美智恵
- 木野まこと - 篠原恵美
- 愛野美奈子 - 深見梨加
- ちびうさ - 荒木香恵
- 由依 - 南場千絵子
- 綾 - 笠原留美

## スタッフ
- 原作 - 武内直子
- 監督 - 小坂春女
- 企画 - 東伊里弥
- 脚本・構成 - 富田祐弘
- 音楽 - 有澤孝紀
- 製作担当 - 本間修
- キャラクターデザイン - 只野和子
- 撮影 - 福田岳志
- 編集 - 吉川泰弘
- 録音 - 立花康夫
- 美術監督 - 鹿野良行
- 美術監修 - 窪田忠雄
- 原画・作画監督 - 中村太一

## 音楽
- エンディングテーマ- 『I am セーラームーン』 Peach Hips（三石琴乃・久川綾・富沢美智恵・篠原恵美・深見梨加）

- テレビシリーズ第114話（『S』第25話）でミメットが歌う場面がある。

- 挿入歌- 『Someday...Somebody...』（久川綾）
- 挿入歌- 『永遠のメロディ』（富沢美智恵）
- 挿入歌- 『STARLIGHTにキスして』（篠原恵美）
- 挿入歌- 『あなたの夢をみたわ』（深見梨加）
- 挿入歌- 『You're Just My Love』（三石琴乃・古谷徹）